# UB40
A UB40 (ejtsd: jubiforti) brit dub/reggae-együttes, melyet 1978-ban alapítottak Birminghamben.

## Az együttes tagjai
- James (Jimmy) Brown – született 1957. november 20., Birmingham – dob
- Ali Campbell – született Alistair Campbell, 1959. február 15., Birmingham – gitár, ének
- Rob Campbell – született 1954. december 25., Birmingham – gitár, ének
- Earl Falconer – született 1957. január 23., Birmingham – basszusgitár, ének
- Norman Hassan – született 1958. január 26., Birmingham – ütős, harsona, ének
- Brian Travers – (Birmingham, 1959. február 7. – 2021. augusztus 22.)[1] – szaxofon
- Mickey Virtue – született Michael Virtue, 1957. január 19., Birmingham – billentyű
- Astro – született Terence Wilson (Birmingham, 1957. június 24. – 2021. november 6.)[2] – toasting, ütős, trombita

Vendég előadók:
- Patrick Tenyue (trombita) (1983–94)
- Henry Tenyue (harsona) (1983–94)
- Martin Meredith (szaxofon) (1997–)
- Laurence Parry (trombita, szárnykürt, harsona) (1995–)

## Lemezek

### Nagylemezek
| Év   | Album                                                             | UK | US  |
| ---- | ----------------------------------------------------------------- | -- | --- |
| 1980 | Signing Off                                                       | 2  | -   |
| 1981 | Present Arms                                                      | 2  | -   |
| 1981 | Present Arms in Dub                                               | 38 | -   |
| 1982 | UB44                                                              | 4  | -   |
| 1982 | The Singles Album                                                 | 17 | -   |
| 1983 | UB40 Live                                                         | 44 | -   |
| 1983 | Labour of Love 1                                                  | 1  | 14  |
| 1984 | Geffery Morgan                                                    | 3  | 60  |
| 1985 | Baggariddim                                                       | 14 | -   |
| 1985 | Little Baggariddim                                                | -  | 40  |
| 1985 | The UB40 File                                                     | -  | -   |
| 1986 | Rat in the Kitchen                                                | 4  | 53  |
| 1987 | UB40 CCCP: Live in Moscow                                         | -  | 121 |
| 1987 | The Best of UB40 – Volume One                                     | 3  | -   |
| 1988 | UB40                                                              | 12 | 44  |
| 1989 | Labour of Love II                                                 | 3  | 30  |
| 1993 | Promises and Lies                                                 | 1  | 6   |
| 1994 | Labour Of Love, Volumes I and II (re-issue)                       | 5  | -   |
| 1995 | The Best of UB40 – Volume Two                                     | 12 | -   |
| 1997 | Guns in the Ghetto                                                | 7  | 176 |
| 1998 | UB40 Present the Dancehall Album                                  | -  | -   |
| 1998 | Labour of Love III                                                | 8  | -   |
| 2000 | The Very Best of UB40                                             | 7  | -   |
| 2001 | Cover Up                                                          | 29 | -   |
| 2002 | UB40 Present The Fathers Of Reggae                                | -  | -   |
| 2003 | Homegrown                                                         | 49 | -   |
| 2003 | Labour Of Love, Volumes I, II and III (re-issue)                  | 7  | -   |
| 2005 | Who You Fighting For?                                             | 20 | -   |
| 2005 | The Best Of UB40, Volumes 1 & 2                                   | 47 | -   |
| 2007 | Live at Montreux 2002                                             | -  | -   |
| 2008 | Dub Sessions kizárólag koncerteken árusított és letölthető verzió | -  | -   |
| 2008 | TwentyFourSeven                                                   | 81 | -   |

### Kislemezek
| Év   | Dal                                                           | UK singles          | US Hot 100 |
| ---- | ------------------------------------------------------------- | ------------------- | ---------- |
| 1980 | King/Food for Thought                                         | 4                   | -          |
| 1980 | My Way Of Thinking/I Think It's Going To Rain Today           | 6                   | -          |
| 1980 | The Earth Dies Screaming/Dream A Lie                          | 10                  | -          |
| 1981 | Don't Let It Pass You By/Don't Slow Down                      | 16                  | -          |
| 1981 | One In Ten                                                    | 7                   | -          |
| 1982 | I Won't Close My Eyes                                         | 32                  | -          |
| 1982 | Love Is All Is All Right                                      | 29                  | -          |
| 1982 | So Here I Am                                                  | 25                  | -          |
| 1983 | I've Got Mine                                                 | 45                  | -          |
| 1983 | Red Red Wine                                                  | 1                   | 34         |
| 1983 | Please Don't Make Me Cry                                      | 10                  | -          |
| 1983 | Many Rivers To Cross                                          | 16                  | -          |
| 1984 | Cherry Oh Baby                                                | 12                  | -          |
| 1984 | If It Happens Again                                           | 9                   | -          |
| 1984 | Riddle Me                                                     | 59                  | -          |
| 1985 | I'm Not Fooled/The Pillow                                     | 59                  | -          |
| 1985 | I Got You Babe (with Chrissie Hynde)                          | 1                   | 15         |
| 1985 | Don't Break My Heart                                          | 3                   | -          |
| 1986 | Sing Our Own Song                                             | 5                   | 10         |
| 1986 | All I Want to Do                                              | 42                  | -          |
| 1987 | Rat In My Kitchen                                             | 12                  | -          |
| 1987 | Watchdogs                                                     | 39                  | -          |
| 1987 | Maybe Tomorrow                                                | 14                  | -          |
| 1988 | Reckless (with Afrika Bambaataa)                              | 17                  | -          |
| 1988 | Where Did I Go Wrong                                          | 26                  | -          |
| 1988 | Red Red Wine (U.S. re-issue)                                  | -                   | 1          |
| 1988 | Breakfast in Bed (with Chrissie Hynde)                        | 6                   | -          |
| 1988 | Come Out To Play                                              | 77                  | -          |
| 1989 | I Would Do For You                                            | 45                  | -          |
| 1989 | Homely Girl                                                   | 6                   | -          |
| 1990 | Kingston Town                                                 | 4                   | -          |
| 1990 | Wear You To The Ball                                          | 35                  | -          |
| 1990 | I'll Be Your Baby Tonight (with Robert Palmer)                | 6                   | -          |
| 1990 | Impossible Love                                               | 47                  | -          |
| 1991 | The Way You Do the Things You Do                              | 49                  | 6          |
| 1991 | Here I Am (Come and Take Me)                                  | 46                  | 7          |
| 1991 | Groovin'                                                      | -                   | 90         |
| 1992 | One In Ten (remix by 808 State)                               | 17                  | -          |
| 1993 | (I Can't Help) Falling In Love With You                       | 1                   | 1          |
| 1993 | Higher Ground                                                 | 8                   | 45         |
| 1993 | Bring Me Your Cup                                             | 24                  | -          |
| 1994 | C'est La Vie                                                  | 37                  | -          |
| 1994 | Reggae Music                                                  | 28                  | -          |
| 1995 | Until My Dying Day                                            | 15                  | -          |
| 1997 | Tell Me Is It True                                            | 14                  | -          |
| 1997 | Always There                                                  | 53                  | -          |
| 1998 | Come Back Darling                                             | 10                  | -          |
| 1998 | Holly Holy                                                    | 31                  | -          |
| 1999 | The Train Is Coming                                           | 30                  | -          |
| 2000 | Light My Fire                                                 | 63                  | -          |
| 2001 | Since I Met You Lady (with Lady Saw) / Sparkle Of My Eyes     | 40                  | -          |
| 2002 | Cover Up                                                      | 54                  | -          |
| 2003 | Swing Low                                                     | 15                  | -          |
| 2005 | Kiss And Say Goodbye                                          | 19                  | -          |
| 2005 | Reasons (with Hunterz and The Dhol Blasters)                  | 75                  | -          |
| 2006 | Who You Fighting For (Download Only)                          | -                   | -          |
| 2008 | Lost & Found / Dance Until The Morning Light (Maxi Priesttel) | 1 (UK Reggae Chart) | -          |

## Külső hivatkozások
- UB40 official web site
- Ali Campbell official web site
- UB40 at Live 8
- UB40 Tribute
- UBJams
- Keep on Moving: The UB40 Story
- John Horsley – photographed covers for Labour of Love III and Come Back Darling
- UB40 Archiválva 2009. szeptember 2-i dátummal a Wayback Machine-ben at Rolling Stone
- Performing with Cas Haley on the America's Got Talent Finale